# Albert Demangeon
Albert Demangeon, född 1872, död 1940, var en fransk geograf.
Demangeon var professor i geografi vid Sorbonne. På förslag av Demangeon upptogs till behandling vid internationella geografkongressen i Kairo 1925 frågan om lantbebyggelsen, dess karaktär, utbredning, uppkomst och utveckling. En kommission tillsattes med uppgift att bland annat utarbeta riktlinjer för studiet av denna alltmer uppmärksammade gren av antropogeografin och avlägga rapport vid geografiska kongressen i Cambridge 1928. I rapporten skrev Demangeon en värdefull, allmänt orienterande uppsats, La géographie de l'habitat rural över lantbebyggelsens geografi. Bland Demangeons övriga skrifter märks Le Picardie et les régions voisines (1905, 3:e upplagan 1925), L'empire britannique (1923, 2:a upplagan 1925), Les îles britanniques (1927) samt  Belgique, Pays-Bas, Luxembourg (1927).